# Bohuslav Chotek von Chotkow
Bohuslav Chotek von Chotkow, Bohuslav Chotek von Chotkow und Wognin, ou simplement Bohuslav Chotek (né le 4 avril 1829 à Prague et mort le 11 octobre 1896 à Görlitz), est un noble de Bohême, propriétaire terrien, membre de la famille Chotek et diplomate au service de l'Autriche-Hongrie.
Il est le père de Sophie Chotek, duchesse de Hohenberg, l'épouse morganatique de l'archiduc François-Ferdinand d'Autriche.